# Blu profondo 2
Blu profondo 2 (Deep Blue Sea 2) è un film del 2018 diretto da Darin Scott.
Pellicola statunitense, sequel del film Blu profondo del 1999.
È stato pubblicato in versione home video negli USA, il 17 aprile 2018.

## Trama
La ambientalista degli squali Misty Calhoun è invitata a visitare la struttura marina Akhelios dal miliardario farmaceutico Carl Durant. Lei e gli scienziati di neurobiologia Leslie e Daniel Kim vengono portati alla struttura dal socio di Durant Craig Burns su un motoscafo. Quando arrivano, incontrano Durant, così come l'equipaggio della struttura, che include gli addestratori di squali Trent Slater, Mike Shutello e Josh Hooper, e il tecnico informatico Aaron Ellroy. A titolo dimostrativo, Durant getta Aaron in acqua, lasciandolo inseguire dagli squali, e all'ultimo secondo possibile usa uno speciale dispositivo per scacciarli in formazione. Subito dopo aver fatto ciò, Durant spiega che ha alterato geneticamente il cervello di cinque squali leuca per renderli più intelligenti, il che rende Misty preoccupata.
Il gruppo successivamente si riunisce nel laboratorio umido, dove Durant spiega a Misty che il motivo per cui l'ha invitata è perché scopra per quale motivo lo squalo alfa, Bella, si comporta da un po' di tempo in modo strano, al che Misty risponde immediatamente con decisione che il motivo del suo comportamento è perché è incinta. Durant è perplesso, perché la sua gravidanza non è risultata da nessun test che le hanno eseguito, e Misty teorizza che le alterazioni genetiche che le hanno causato abbiano nascosto la gravidanza ai test. Durant poi porta Bella nel laboratorio umido, e chiede a Josh di prelevare campioni della sua saliva, ma Bella tenta di mordergli il braccio, e Josh lo evita per un pelo. Nel frattempo in superficie un secondo squalo spinge il motoscafo contro una scatola di controllo elettrica, facendola esplodere e creando notevoli danni. Ciò spegne anche alcuni sistemi all'interno della struttura. Gli squali iniziano quindi ad allagare la struttura e Craig viene ucciso mentre gli altri sono all'interno del laboratorio umido. Misty poi si rende conto che Bella è entrata in travaglio dopo essere stata violentemente rimessa in piscina, e ha dato alla luce una serie di cuccioli di squalo, che in precedenza avevano attaccato Craig.
Mike tenta di nuotare in superficie, ma uno degli squali gli fa perdere i sensi: Trent lo salva e Misty riesce a rianimarlo. In seguito, mentre si sporge sulla piscina per raccogliere la maschera dall'acqua, Mike viene decapitato da uno degli squali. A causa della mancanza di stabilizzazione della pressione nella stanza, l'acqua della piscina si riversa e il gruppo si separa, con Leslie che perde i sensi durante l'allagamento. Durant e Daniel finiscono entrambi da soli. Misty e Trent rimangono bloccati insieme, così come Aaron e Josh. Trent rivela a Misty che Durant ha fatto gli stessi esperimenti su se stesso, usando un liquido che altera la genetica per rendersi più intelligente, a causa della sua fobia che un giorno la tecnologia e l'intelligenza artificiale governeranno il mondo. Durant si riunisce con Misty e Trent subito dopo, e si dirigono verso un condotto di ventilazione che porta in superficie.
Aaron e Josh arrivano in uno dei dormitori, ma i cuccioli di squalo li trovano e uccidono Josh mentre Aaron scappa su un materasso ad aria. Misty, Trent e Durant arrivano al pozzo, ma Durant la chiude fuori dalla stanza dopo aver tentato di trovare altri sopravvissuti, il che fa infuriare Trent. I due riescono a raggiungere la superficie. Nel frattempo, Daniel trova Leslie dietro una porta e i cuccioli di squalo la uccidono davanti a lui. In seguito Daniel viene trovato da Aaron, che è stato attaccato dai cuccioli e ha perso il materasso, e insieme tentano di trovare una via per risalire in superficie. Misty, nel frattempo, usa una fiamma ossidrica per entrare nella stanza con il condotto di ventilazione e viene accolta da Aaron e Daniel. I cuccioli di squalo poi li trovano e Misty li distrae,  mentre Aaron e Daniel iniziano a salire in superficie. L'acqua sale mentre salgono in superficie, il che consente ai cuccioli di raggiungere Daniel e tagliarlo in due mentre Aaron raggiunge la superficie. Nel frattempo, Misty, usando l'attrezzatura subacquea che ha trovato negli alloggi di Trent, riesce a nuotare in superficie e a riunirsi agli altri.
Rendendosi conto che la struttura sta affondando e non possono più restare, il gruppo fa una pausa per il motoscafo. Aaron viene trascinato sott'acqua da uno degli squali, mentre Durant si confronta con Bella, e apparentemente la spaventa. Tuttavia, pochi istanti dopo, Bella salta in piedi e lo uccide, mentre Misty e Trent raggiungono il motoscafo e usano due pistole lanciarazzi per uccidere uno degli squali. Aaron poi salta sulla barca, spiegando di essere sfuggito a uno degli squali. Misty dice a Trent che non possono lasciare che gli squali vaghino in mare aperto, e Trent, spiegando che Durant aveva pianificato questo preciso evento, fa saltare in aria la struttura con un meccanismo di autodistruzione, uccidendo gli squali rimasti. Subito dopo Misty, Trent e Aaron scappano sul motoscafo, tuttavia, viene rivelato che Bella e alcuni dei suoi cuccioli sono in qualche modo sopravvissuti all'esplosione, e ora sono liberi in mare aperto.

## Sequel
Nel 2020 è stato prodotto un sequel, chiamato Blu profondo 3.